# يوباري (هوكايدو)
يوباري (باليابانية: 夕張市 يوباري-شي) هي مدينة تقع في مقاطعة سوراتشي، محافظة هوكايدو، اليابان.
في 1 يناير 2008 بلغ التعداد السكاني 11,745 نسمة، بكثافة سكانية 15.4 نسمة/كم مربع، موزعة على مساحة 763.20 كم مربع.
تأسست المدينة في 1 أبريل 1943 كمدينة للتنقيب عن الفحم وبلغ تعداد سكانها ما يقارب 120000 نسمة في تلك الفترة، ولكن مع إغلاق مناجم الفحم في ثمانينات القرن العشرين تحول الاقتصاد ليعتمد على السياحة.

## توأمة
ليوباري (هوكايدو) اتفاقيات توأمة مع:
- فوشون (19 أبريل 1982 - )